# Mapucze

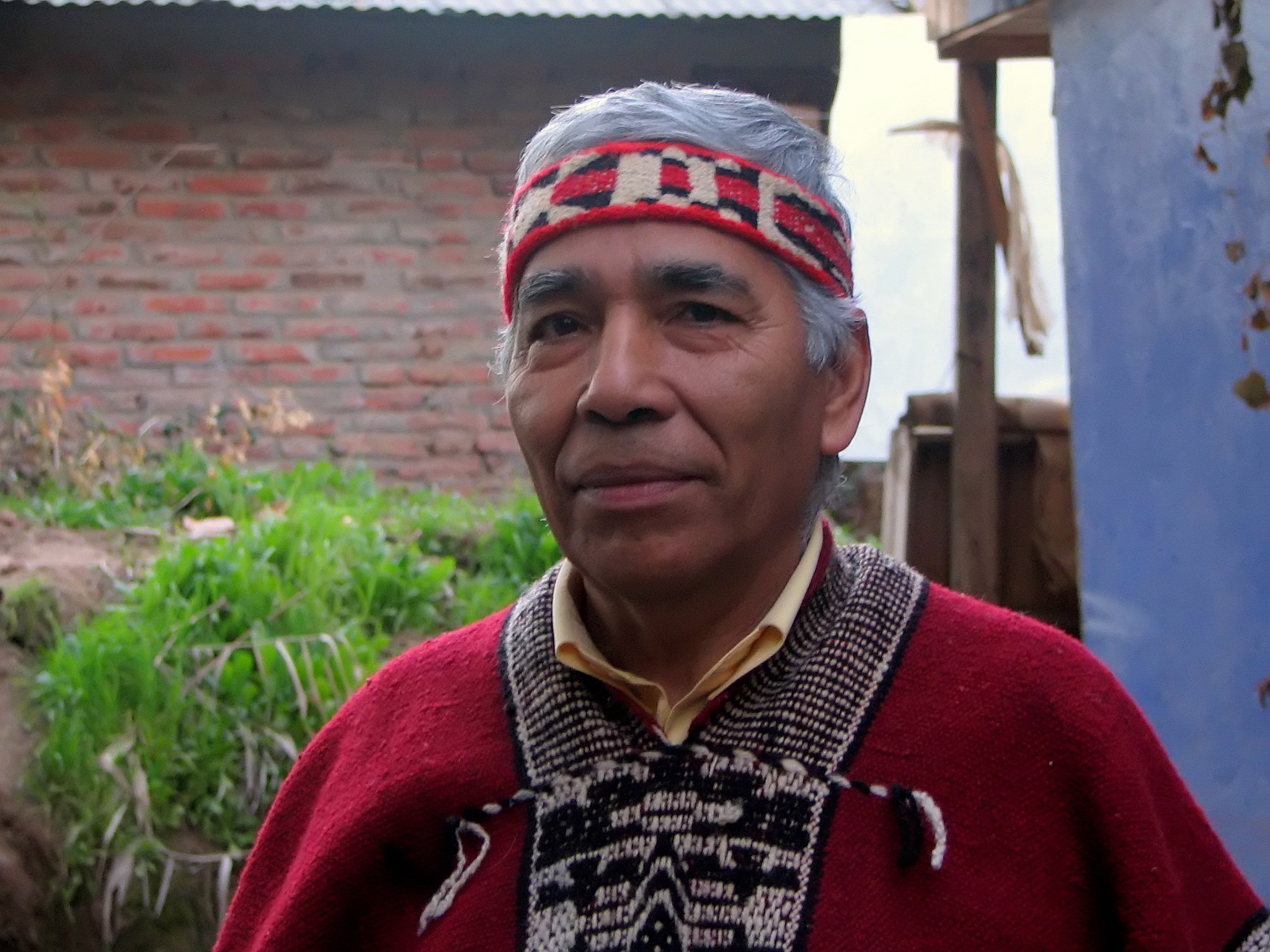
Indianin Mapuche

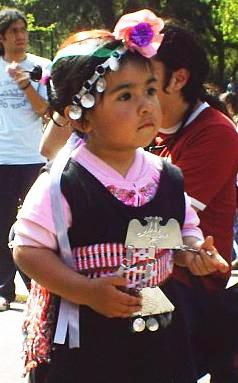
Dziewczynka araukańska w tradycyjnym stroju

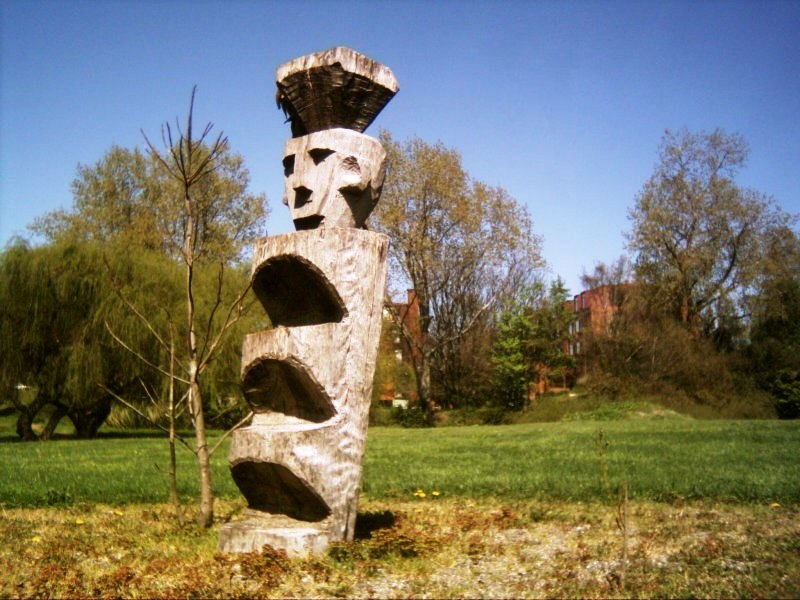
Reue – święty symbol Araukanów

Mapucze, Araukanie (mapucze Mapuche; hiszp. mapuche(s) lub araucano(s)) – grupa etniczna Indian Ameryki Południowej, zamieszkujących południowo-centralne obszary Chile i południowo-zachodnią Argentynę. Sami Araukanie mówią o sobie Mapucze, co w dosłownym tłumaczeniu znaczy „Ludzie Ziemi”. Plemiona te żyły w czasach prekolumbijskich na południe od terenów zajmowanych przez Inków na obszarze dzisiejszego Chile.

## Historia
Araukanie nigdy nie zostali ujarzmieni przez Inków ani hiszpańskich konkwistadorów, dzięki czemu ich państwo istniało obok potęgi hiszpańskiej, a później niepodległego Chile aż do roku 1871. Dopiero wtedy armia chilijska pokonała wojska Araukanów. To z ich plemienia wywodzi się słowo lautaro, będące pierwotnie imieniem narodowego bohatera o wolność, a później hasłem powstań przeciwko Hiszpanom.
Araukanie tworzyli małe, rodzinne grupy. Na czas wojen łączyły się ze sobą, a tuż po zakończeniu przymierza z powrotem się rozpadały. Obok wodza – ojca rodu najważniejszą osobą w grupie był czarownik.

## Mitologia

### Bóstwa najwyższe
Araukanie obawiali się złych znaków. Wierzyli w najwyższą istotę, Guinechena (Guenechén, Ngenechen) – „Pana Ludzi”, oraz w stwórcę ziemi Mapu (Maipe). Ich bogiem najwyższym był także Elchen – stwórca ludzi i Nenechen „Pan Ludzi”. Zaliczany był do bogów rolnictwa. Podczas obrzędów rolniczej płodności był proszony o wszystkie związane z nią rzeczy, a także o zdrowie. Innym bardzo ważnym bogiem był Pillan. Był on panem wojny, gromu, sprawcą błyskawic, trzęsień ziemi i erupcji wulkanów. Odpowiedzialny był za epidemie, niszczenie plonów, powstawanie sztormów i wybuchanie wojen. Według wierzeń, Pillan wywoływał tornada wówczas, gdy przemierzał pampy i Andy na swym czarnym ogierze o złotej grzywie. Innym jego wariantem był bóg Tralkan fucha, którego łaskawość i aktywność była pozyskiwana poprzez składanie ofiar. Bezpośrednio Pillanowi podlegały złe duchy Huecuvoe (Huecufe, Huecuva, Huecuway, Huecuva, Huecuvas, Wekufe) i Cherruves (Cherufe).
Kolejnymi ważnymi bogami Araukanów byli Toquichen i Raninhuenu. Do nich wznoszono modły podczas ceremonii związanej z zimowym przesileniem. Błagano ich o pomyślność na cały nadchodzący rok.

### Bóstwa pomniejsze
- Ngurvilu – bóg rzek i jezior. Polował on nad brzegiem wód w kształcie dzikiego kota. Koniec ogona zakończony miał ogromnym pazurem, którym złośliwie atakował ludzi.
- Kueyen (Kuyén) – łaskawa i opiekuńcza bogini księżyca, żona boga słońca (Antu). W mitologii Araukanów tylko ona była boginią pozytywną, troszczącą się o losy rasy ludzkiej, gdy pozostali bogowie posiadali złośliwą naturę. Kueyen chroniła przed złymi duchami i odganiała je, gdy jakaś ważna osoba była bliska śmierci.

### Bóstwa pluwialne
- Ngurvilu (Guirivilo) – bóstwo rzek i jezior
- Sompallwe (Sumpall) – bóg wody, duch jezior.
- Caicai Vilu – bóg morza.

Z morzem wiąże się postać rybaka o imieniu Manquian będąca raczej postacią mitologiczną, bohaterem kultowym niż bogiem. Według mitu stopy rybaka uwięzły w szczelinie między dwiema skałami. Pomimo usilnych starań i szamańskich zabiegów stopniowo zamienił się w kamień. Dziś Mapucze uważają go za rybaka dusz i władcę morza, a swoje pochodzenie wywodzą właśnie od niego. Do Manquian wznoszą modły o pomyślny i obfity połów. Araukanie, mając tylu bogów, musieli się z nimi kontaktować. W tej roli występował święty orzeł przynoszący ludziom wieści, Namcu.

## Araukanie dziś
Obecnie Araukanie żyją w środkowo-południowym Chile, gdzie do dziś zachowali swoje obrzędy religijne, sztukę tkactwa oraz zamiłowanie do wygłaszania przemówień na zebraniach publicznych. Do dziś są dumni, że zachowali swą odrębność kulturową. Ich populację w Chile szacuje się na 1 300 000, w Argentynie na ok. 100 000. Posługują się językiem mapudungun.